# Erigone (córka Ajgistosa)
Erigone – postać w mitologii greckiej. Była córką Ajgistosa i Klitajmestry, żony Agamemnona. Była siostrą Aletesa oraz przyrodnią siostrą Elektry i Orestesa.
Według niektórych wersji mitu zażądała postawienia Orestesa przed Areopagiem za zabójstwo swoich rodziców, a po przegranym procesie powiesiła się. Inna wersja mitu podaje, że Orestes chciał zabić ją wraz z jej rodzicami, ale Artemida ją ocaliła. Według jeszcze innej wersji, Erigone została żoną albo kochanką Orestesa i urodziła mu syna Pentilosa.